# Bayerischer Tennis-Verband
Der Bayerische Tennis-Verband (BTV) ist die Dachorganisation für bayerische Tennisvereine und als solche Mitglied im Dachverband aller Landesverbände im Tennis, dem Deutschen Tennis Bund (DTB). Der in Oberhaching bei München ansässige Verband stellt mit 325.700 Mitgliedern über 22 % der Mitglieder deutscher Tennisvereine und ist damit der größte Verband im DTB und der drittgrößte Sportverband Bayerns. Der BTV umfasst insgesamt 1.965 Vereine (Stand: 2023).
Den Mitgliedern stehen 9.362 Tennisplätze zur Verfügung, davon 8.638 Freiplätze (Stand: 2023). Am jährlichen Spielbetrieb nehmen im Sommer rund 12.240 und im Winter rund 2.975 Mannschaften teil (Stand: 2024).

## Geschichte
Im Juni 1947 trafen sich Vertreter bayerischer Tennisvereine, um den bis dahin nicht geregelten Spielbetrieb zu regeln. Im Bayerischen Landes-Sportverband gehörten damals 3.700 Mitglieder in 71 Vereinen zur Sparte Tennis. In der Gründungsversammlung am 24. April 1948 in München wurde Willibald Funk zum ersten Vorsitzenden des BTV gewählt.

## Gliederung in Tennis-Regionen
Der Bayerische Tennisverband gliedert sich nach der BTV-Strukturreform 2021 in die beiden Regionen Nordbayern und Südbayern, die aus den sieben Tennisbezirken Oberbayern-München, Schwaben, Mittelfranken, Niederbayern, Unterfranken, Oberpfalz und Oberfranken entstanden sind. Die Region Südbayern zählt 211.131 Mitglieder und 1.136 Vereine, die Region Nordbayern 114.527 Mitglieder und 829 Vereine (Stand: Juni 2023).

## Vorsitzende
- Willibald Fink (1948–1949)
- Franz Helmis (1949–1958)
- Heinz Mussbach (1958–1983)
- Georg Freiherr von Waldenfels (1983–2000)
- Helmut Schmidbauer (2000–2004)
- Eberhard Mensing (2004–2006)
- Helmut Schmidbauer (seit November 2006)

## Bayerische Landesmeisterschaften
In den einzelnen Wettbewerben gab es bisher folgende Sieger:
| Saison | Ort      | Herren-Einzel      | Damen-Einzel       | gemischtes Doppel                         |
| ------ | -------- | ------------------ | ------------------ | ----------------------------------------- |
| 2010   | Ismaning | Dennis Bloemke     | Ana Maria Nedelcu  | Vroni Hinterseer / Rainer Gerhard         |
| 2011   | Ismaning | Dennis Bloemke     | Melanie Hafner     |                                           |
| 2012   | Ismaning | Kevin Krawietz     | Ágnes Bukta        | Ágnes Bukta / Attila Balogh               |
| 2013   | Ismaning | Matthias Wunner    | Stephanie Wagner   | Sarah-Rebecca Sekulic / Rainer Gerhard    |
| 2014   | Ismaning | Kevin Krawietz     | Stephanie Wagner   | Laura-Ioana Andrei / Calin Alexandru Paar |
| 2015   | Ismaning | Hannes Wagner      | Marie Bouzková     | Sophia Bergner / Marko Krickovic          |
| 2016   | Ismaning | Sebastian Prechtel | Laura-Ioana Paar   | Laura-Ioana Paar / Rainer Gerhard         |
| 2017   | Ismaning | Stephan Hoiss      | Julia Meigel       |                                           |
| 2018   | Ismaning | Yvo Panak          | Ina Kaufinger      |                                           |
| 2019   | Ismaning | Sebastian Prechtel | Laura Isabel Putz  |                                           |
| 2022   | Augsburg | Leopold Zima       | Anja Wildgruber    |                                           |
| 2023   | Augsburg | Yannik Kelm        | Sabrina Rittberger |                                           |

## Erfolge bei den Deutschen Mannschaftsmeisterschaften
Der Bayerische Tennis-Verband beteiligte sich bis zur Saison 2019 regelmäßig mit Damen- und Herrenmannschaften sowie Senioren- und Jugend-Teams an den jeweiligen Wettbewerben der DTB-Landesverbände.

### Herren (Große Meden-Spiele)
Bei den Meden-Spielen, die seit 1927 ausgetragen werden, konnte Bayern bislang 25-mal den Titel erringen (1948, 1951, 1955–57, 1962–63, 1970, 1972–73, 1976–81, 1989–92, 1994, 1998, 2001, 2010, 2013).

## Medienarbeit
Die offiziellen Mitteilungsorgane des BTV sind die Zeitschrift Bayern Tennis sowie das Internetportal des Verbandes. Bayern Tennis erscheint mit einer Auflage von ca. 15.000 Exemplaren, die sechsmal jährlich an Abonnenten und alle Mitgliedsvereine verschickt wird. Der BTV verschickt regelmäßig Newsletter an unterschiedliche Zielgruppen und betreibt diverse Social-Media-Kanäle.

## TennisBase/Landesleistungszentrum Oberhaching
In Oberhaching im Landkreis München hat der BTV seit 1998 ein eigenes Landesleistungszentrum (LLZ) mit Sportinternat (seit 2009). In diesem trainieren und wohnen über 20 Kinder und Jugendliche, die vorwiegend dem bayerischen Leistungskader angehören. Die TennisBase ist auch Herren-Bundesstützpunkt des Deutschen Tennis Bundes und somit Trainingsstätte vieler international erfolgreicher Spitzenspieler und Davis-Cup-Spieler. Mit einem Volumen von rund 13,5 Millionen Euro wurde die TennisBase Oberhaching zwischen 2018 und 2020 deutlich erweitert. Bauabschnitt 1 (u. a. neue Zweifeldhalle, Kleinsporthalle mit Athletikbereich, vier neue Wohnappartements) wurde im Herbst 2019 in Betrieb genommen. Bauabschnitt 2 umfasste die neue Verbandszentrale des BTV, die 2020 offiziell eröffnet wurde.

## Tenniscamps
Die BTV Sport, Marketing und Service GmbH, eine 100-%-Tochter des BTV e. V., bietet zusammen mit dem Sportreiseveranstalter Patricio-Travel-Tenniscamps mit Training und LK-Turnieren an.